# Предраг Стојаковић
Предраг Пеђа Стојаковић (Славонска Пожега, 9. јун 1977) бивши је српски кошаркаш. У каријери је играо за Црвену звезду, ПАОК, Сакраменто кингсе, Индијана пејсерсе, Њу Орлеанс хорнетсе, Торонто репторсе, и Далас мавериксе.
Стојаковић је играо на три Ол-стар утакмице и два пута је победио у брзом шутирању тројки. Један је од најбољих играча у историји српске кошарке, а такође важи за једног од најбољих шутера у НБА историји. Сакраменто кингси су његов број на дресу 16, повукли из употребе.
Са репрезентацијом СР Југославије је освојио злата на Светском првенству 2002. и Европско првенству 2001. и бронзану медаљу на Европском првенству 1999. Примљен је у Кућу славних Међународне кошаркашке федерације у класи 2024.

## Каријера

### Црвена звезда
Године 1991. као Србин је приморан да са својом породицом избегне из Хрватске у Србију, те се са 15 година нашао се у Црвеној звезди где је провео две године. У млађим селекцијама био је под командом тренера Предрага Бадњаревића који га је и пронашао у Славонском Броду и који је оставио велики траг у будућој кошаркашкој каријери. За први тим београдских црвено-белих наступао је у периоду од 1992. до 1994. године. Одиграо је 39 такмичарских утакмица у којима је постигао 113 поена. Био је члан тима који је освојио шампионску титулу 1993. године, али је као изузетно млад кошаркаш имао малу минутажу. Да се ради о великом таленту било је јасно још у првој сезони у Звезди када је 16. јануара 1993. године на првенственом мечу против Радничког из Београда у победи црвено-белих у хали Пионир резултатом 112:84 постигао 18 поена и то са свега 15 и по година као далеко најмлађи играч у тиму. У сезони 1993/94 наступао је само у Купу и на два меча постигао укупно 31 поен. Земља је била под санкцијама, тако да црвено-бели нису могли да задрже Стојаковића и још неколико талентованих играча у тиму.

### ПАОК
Политичка и економска криза у СР Југославији приморала је Стојаковића да у шеснаестој години одсели у Грчку и почне наступати за ПАОК из Солуна, где остаје четири године. Добио је грчко држављанство и грчко презиме Кинис. Сакраменто кингси су га, као 14. пика, драфтовали 1996, али је у ПАОК-у остао до 1998. У сезони 1996/1997 бележио је просечно 20,3 поена по утакмици пре него што је поломио десну ногу. Рехабилитацију је окончао у Сакраменту у лето 1997. Следеће сезоне Стојаковић је бележио просечно 23,9 поена по утакмици и изабран је за најкориснијег играча лиге. У полуфиналу доигравања против Олимпијакоса, Стојаковић је тројком донео победу ПАОК-у 58-55 и тиме окончао петогодишњу доминацију Олимпијакоса у грчком првенству. У финалу је Панатинаикос имао предност домаћег терена и славио је 3:2 у серији, а Стојаковића је чувао Бајрон Скот, његов будући тренер у Њу Орлеансу.

### Сакраменто кингси
Стојаковић је у Сакраменто прешао у сезони 1998/1999, која је била скраћена због штрајка америчких професионалних кошаркаша. У првој сезони је обично улазио са клупе, а укупно је имао 8,4 поена по утакмици. Следеће сезоне, Стојаковић је бележио 11,9 поена по утакмици и био је шести у целој лиги по проценту успешности слободних бацања.
Након две сезоне проведене углавном на клупи, у сезони 2000—2001, након што је Сакраменто заменио Корлиса Вилијамсона за Дага Кристија, Стојаковић је добио шансу да више игра, тако да је по утакмици постизао 20,4 поена и 5,8, са процентом шута за три поена од 40%. На Ол-стар викенду 2001. Стојаковић је био други у такмичењу у брзом шутирању тројки, иза Реја Алена из Милвоки бакса, али је победио у игри „Две лопте“ у којој му је партнерка била Рути Болтон-Холифилд из Сакраменто Монаркса. Такмичили су се против Кливлендовог пара Трејџан Лангдон и Ева Немцова. У гласању за играча који је највише напредовао завршио је други, иза Трејсија Макгрејдија из Орландо меџика.
Сезона 2001—2002. је била најуспешнија у дотадашњој Стојаковићевој каријери. Те сезоне играо је прву НБА Ол-стар утакмицу и победио у такмичењу за три поена. Кингси су доминирали лигом, али су у неизвесној финалној серији Западне конференције изгубили од Лејкерса 4:3. Петорка Кингса: Мајк Биби, Даг Кристи, Предраг Стојаковић, Крис Вебер и Владе Дивац је била близу уласка у велико финале, али је Роберт Ори тројком у задњој секунди донео победу Лејкерсима.
Следеће године забележио је мали пад у броју постигнутих поена (19,2 поена по мечу), али је опет изабран за Ол-стар утакмицу, а по други пут за редом победио у такмичењу за три поена. Кингси су овај пут заустављени у полуфиналу Западне конференције од Далас маверикса. Следеће сезоне Стојаковић је искористио одсуство најбољег играча Кингса Криса Вебера због повреде и просечно је бележио 24,2 поена по мечу и био други стрелац лиге. Исте сезоне је најбољи извођач слободних бацања са процентом од 92,7%. По трећи пут је изабран за Ол-стар утакмицу, али није успео трећи пут узастопно победи у шутирању тројки и тако изједначи рекорд Ларија Берда и Крејга Хоџиза. Био је четврти у гласању за најкориснијег играча лиге и изабран је у другу петорку лиге. Следеће сезоне је бележио просечно 20,1 поен по утакмици, иако је због повреда пропустио 15 утакмица. Кингси су у доигравању испали од Минесоте резултатом 4:1.
Сезона 2005—2006 за Стојаковића није почела добро у Сакраменту, где је бележио 16,5 поена на 31 утакмици. Кингси су га 25. јануара 2006. послали у Индијану у замену за Рона Артеста.

### Индијана пејсерси
Дана 25. јануара 2006. Стојаковић је отишао у Индијана пејсерсе у замену за Рона Артеста, завршивши тако осмогодишњу каријеру у Кингсима. У дресу Пејсерса се задржао до краја сезоне, а просечно је постизао 19,5 поена.

### Њу Орлеанс хорнетси
Лета 2006. је потписао нови уговор са Пејсерсима, али је послат у Њу Орлеанс хорнетсе у замену за Ендруа Бетса. У осмој утакмици за свој нови клуб 14. новембра 2006. постигао је рекорд каријере од 42 поена против Шарлот бобкетса. Због повреде је провео неколико месеци на листи за повређене, па је због тога пропустио већи део сезоне 2006/2007.
Вратио се у сезони 2007/2008. у којој је давао просечно 16,7 поена и уз Дејвида Веста и Криса Пола, најзаслужнији је за пласман Њу Орлеанса у полуфинале Западне конференције.
Стојаковић је у сезони 2010/11. изгубио место у стартној постави Њу Орлеанса, а у тиму га је заменио Марко Белинели. Будући да му је на крају сезоне истицао уговор вредан 15,3 милиона долара, Хорнетси су га послали у Торонто репторсе у трампи у којој је било укључено пет играча.

### Торонто репторси
Стојаковић је 20. новембра 2010. заједно са Џаредом Бејлисом замењен за Џерета Џека, Маркуса Бенкса и Дејвида Андерсена из Торонто репторса
Након само две одигране утакмице, Стојаковић је отпуштен. Пропустио је 26 утакмица због повреде левог стопала.

### Далас маверикси
Дана 24. јануара 2011. Стојаковић је прешао у Далас мавериксе у замену за Алексиса Аженсу. Са Даласом је освојио своју прву НБА титулу, а просечно је постизао 7,1 поен за време доигравања. Стојаковић је постизао више од 20 поена на две утакмице доигравања. Покренуо је својим тројкама Мевсе у доигравању и имао значајан допринос у освајању прве титуле у историји клуба, иако је утакмице почињао на клупи за резерве. Завршио је каријеру као шампион.

### Репрезентација
Иако има грчко држављанство изабрао је да игра тада за репрезентацију Југославије. Године 1999. је дебитовао за репрезентацију на Европском првенству 1999. у Француској, на ком је СР Југославија освојила бронзану медаљу, али је мало играо на првенству због повреде. На Олимпијским играма 2000. у Сиднеју Стојаковић је са репрезентацијом СР Југославије освојио 6. место.
Стојаковић је 2001. године предводио репрезентацију СР Југославије до златне медаље на Европском првенству у кошарци 2001. у Турској, када је био најбољи стрелац екипе и најкориснији играч првенства. У лето 2002. репрезентација СР Југославије је у Индијанаполису освојила златну медаљу на Светском првенству у кошарци, а Стојаковић је био изабран у најбољу петорку првенства. Учествовао је још на Европском првенству у кошарци 2003, када је ослабљена репрезентација Србије и Црне Горе заузела шесто место.
Дана 19. децембра 2011. Стојаковић се повукао из кошарке због хроничних проблема са леђима и вратом.

## Лични живот
Пеђа је ожењен са Камилом Алеком са којом има троје деце. Живи у Атини. Основао је хуманитарну организацију за помоћ деци Балкана.
Цела његова породица навија за Црвену звезду за коју је и наступао у почетку своје каријере.

## НБА статистика

### Регуларна сезона
| Сезона   | Екипа      | ОУ  | СУ  | МПУ  | ПШ%  | 3П%  | СБ%   | СПУ | АПУ | УПУ | БПУ | ППУ  |
| -------- | ---------- | --- | --- | ---- | ---- | ---- | ----- | --- | --- | --- | --- | ---- |
| 1998     | Сакраменто | 48  | 1   | 21.4 | .378 | .320 | .851  | 3.0 | 1.5 | .9  | .1  | 8.4  |
| 1999     | Сакраменто | 74  | 11  | 23.6 | .448 | .375 | .882  | 3.7 | 1.4 | .7  | .1  | 11.9 |
| 2000     | Сакраменто | 75  | 75  | 38.7 | .470 | .400 | .856  | 5.8 | 2.2 | 1.2 | .2  | 20.4 |
| 2001     | Сакраменто | 71  | 71  | 37.3 | .484 | .416 | .876  | 5.3 | 2.5 | 1.1 | .2  | 21.2 |
| 2002     | Сакраменто | 72  | 72  | 34.0 | .481 | .382 | .875  | 5.5 | 2.0 | 1.0 | .1  | 19.2 |
| 2003     | Сакраменто | 81  | 81  | 40.3 | .480 | .433 | .927  | 6.3 | 2.1 | 1.3 | .2  | 24.2 |
| 2004     | Сакраменто | 66  | 66  | 38.4 | .444 | .402 | .920  | 4.3 | 2.1 | 1.2 | .2  | 20.1 |
| 2005     | Сакраменто | 31  | 31  | 37.0 | .403 | .397 | .933  | 5.3 | 2.2 | .6  | .1  | 16.5 |
| 2005     | Индијана   | 40  | 40  | 36.4 | .461 | .404 | .903  | 6.3 | 1.7 | .7  | .2  | 19.5 |
| 2006     | Њу Орлеанс | 13  | 13  | 32.7 | .423 | .405 | .816  | 4.2 | .8  | .6  | .3  | 17.8 |
| 2007     | Њу Орлеанс | 77  | 77  | 35.2 | .440 | .441 | .929  | 4.3 | 1.2 | .7  | .1  | 16.4 |
| 2008     | Њу Орлеанс | 61  | 59  | 34.2 | .399 | .378 | .894  | 4.3 | 1.2 | .9  | .0  | 13.3 |
| 2009     | Њу Орлеанс | 62  | 55  | 31.4 | .404 | .375 | .897  | 3.7 | 1.5 | .8  | .1  | 12.6 |
| 2010     | Њу Орлеанс | 6   | 0   | 14.8 | .424 | .440 | .857  | 1.0 | 1.0 | .3  | .0  | 7.5  |
| 2010     | Торонто    | 2   | 0   | 11.0 | .700 | .667 | 1.000 | 1.5 | .5  | .0  | .0  | 10.0 |
| 2010     | Далас      | 25  | 13  | 20.2 | .429 | .400 | .938  | 2.6 | .9  | .4  | .1  | 8.6  |
| Каријера |            | 804 | 665 | 33.5 | .450 | .401 | .895  | 4.7 | 1.8 | .9  | .1  | 17.0 |
| ОЛ-стар  |            | 3   | 0   | 14.7 | .364 | .385 | .000  | 2.0 | 1.0 | .3  | .0  | 7.0  |

#### Плеј-оф
| Сезона   | Екипа      | ОУ | СУ | МПУ  | ПШ%  | 3П%  | СБ%   | СПУ | АПУ | УПУ | БПУ | ППУ  |
| -------- | ---------- | -- | -- | ---- | ---- | ---- | ----- | --- | --- | --- | --- | ---- |
| 1999     | Сакраменто | 5  | 0  | 21.6 | .346 | .214 | 1.000 | 3.8 | .4  | .6  | .0  | 4.8  |
| 2000     | Сакраменто | 5  | 0  | 25.8 | .400 | .462 | .667  | 3.4 | .6  | .8  | .0  | 8.8  |
| 2001     | Сакраменто | 8  | 8  | 38.4 | .406 | .346 | .968  | 6.4 | .4  | .6  | .4  | 21.6 |
| 2002     | Сакраменто | 10 | 7  | 33.8 | .376 | .271 | .897  | 6.3 | 1.0 | .5  | .0  | 14.8 |
| 2003     | Сакраменто | 12 | 12 | 40.5 | .480 | .457 | .850  | 6.9 | 2.5 | .8  | .4  | 23.1 |
| 2004     | Сакраменто | 12 | 12 | 43.1 | .384 | .315 | .897  | 7.0 | 1.5 | 1.8 | .3  | 17.5 |
| 2005     | Сакраменто | 5  | 5  | 40.4 | .470 | .367 | .955  | 5.2 | 1.4 | .8  | .2  | 22.0 |
| 2006     | Индијана   | 2  | 2  | 25.5 | .444 | .000 | .857  | 4.5 | 2.0 | .5  | .5  | 11.0 |
| 2008     | Њу Орлеанс | 12 | 12 | 37.9 | .436 | .549 | .926  | 5.4 | .5  | .5  | .1  | 14.1 |
| 2009     | Њу Орлеанс | 5  | 5  | 32.4 | .367 | .308 | .923  | 2.8 | .4  | .8  | .2  | 11.2 |
| 2011     | Далас      | 19 | 0  | 18.4 | .408 | .377 | .778  | 1.7 | .4  | .6  | .1  | 7.1  |
| Каријера |            | 95 | 63 | 32.7 | .418 | .376 | .900  | 4.9 | 1.0 | .8  | .2  | 14.4 |

## Успеси

### Клупски
Црвена звезда
- Шампион Југославије: 1993.

Далас
- Шампион НБА лиге: 2011.

### Репрезентативни
- Европско првенство:  Фрнацуска 1999.
- Европско првенство:  Турска 2001.
- Светско првенство:  САД 2002.

### Индивидуални
- Други тим НБА лиге: 2004.
- НБА Ол-стар (3): 2002., 2003., 2004.
- Победник такмичења у шутирању тројки на НБА Ол-стару (2): 2002., 2003.,
- Четврти у историји НБА по проценту слободних бацања са 89,5%
- Девети у историји НБА по броју убачених тројки: 1760
- Седми у историји НБА доигравања по проценту слободних бацања са 90%
- Најбољи стрелац Евролиге: 1998.
- МВП Грчке лиге: 1998.